# Ronnie Hellström
Ronnie Carl Hellström (Malmö, 21 de fevereiro de 1949 — 6 de fevereiro de 2022) foi um futebolista sueco que atuava como goleiro.
Sua carreira começou em 1966, no Hammarby. Passou também pelo FC Kaiserslautern, onde atuou por dez anos, até se aposentar pela primeira vez, em 1984.
Entretanto, o GIF Sundsvall convenceu o goleiro a voltar a defender uma baliza, e ele aceitou. Hellström teve outra curta experiência em outra equipe nanica, o Väsby, onde deixou de jogar definitivamente em 1990, aos 41 anos.

## Seleção
Hellström estreou pela Seleção Sueca de Futebol em 1968. Disputou três Copas (1970, 1974 e 1978).